# Manfred Gratz
Manfred Gratz (* 19. Oktober 1940) ist ein ehemaliger deutscher Fußballspieler. Für den SC Turbine / FC Rot-Weiß Erfurt spielte er von 1959 bis 1967 in der DDR-Oberliga, der höchsten Spielklasse im DDR-Fußball. Gratz ist DDR-Junioren- und Nachwuchsnationalspieler.

## Sportliche Laufbahn
Als Juniorenspieler des SC Turbine Erfurt bestritt Manfred Gratz 1959 zwei Länderspiele mit der DDR-Juniorennationalmannschaft sowie 1960 ein Länderspiel mit der Nachwuchsauswahl. Dabei wurde er stets als Stürmer eingesetzt, erzielte aber keine Tore.
In der Oberligamannschaft des SC Turbine wurde Gratz ebenfalls für die Saison 1959 nominiert und vom ersten Spieltag an eingesetzt. Bei seinen 22 absolvierten Punktspielen spielte er überwiegend als Mittelstürmer und erzielte fünf Tore. Er gehörte damit zu einem Trio, das mit gleicher Toranzahl die meisten Treffer für Erfurt erzielte. Nach der Saison mussten die Erfurter aus der Oberliga absteigen. In der DDR-Liga-Spielzeit gehörte Gratz zu den Garanten für den sofortigen Wiederaufstieg. Er fehlte nur bei vier Punktspielen und wurde mit seinen 15 Toren zweitbester Schütze hinter Rainer Knobloch (18 Tore). Die folgende Oberligasaison lief vom März 1961 bis zum Juni 1962 über 39 Runden, da vom Kalenderjahr-Rhythmus auf die Sommer-Frühjahr-Spielzeit umgestellt wurde. Dem SC Turbine gelang mit Platz zehn sicher der Klassenerhalt, und Gratz hatte seinen Platz im Angriff sicher. Bei seinen 36 Punktspieleinsätzen spielte er auf verschiedenen Stürmerpositionen und kam auf acht Tore. Als Stürmer wurde er auch in den folgenden beiden Spielzeiten eingesetzt, versäumte 1962/63 nur ein Punktspiel und fehlte 1963/64 nur zweimal. In jeder Saison war er viermal als Torschütze erfolgreich. 1964 musste der SC Turbine zum zweiten Mal absteigen. Diesmal war Gratz nur marginal am umgehenden Wiederaufstieg beteiligt, denn er konnte nur 14 von 30 Punktspielen absolvieren und kam auch nur zu zwei Toren. In der anschließenden Oberligaspielzeit 1965/66 war er wieder voll einsatzbereit und musste wieder nur ein Punktspiel ausfallen lassen. Allerdings hielt sich seine Torausbeute mit zwei Treffern im bescheidenen Rahmen. Im Januar 1966 war die Fußballsektion des SC Turbine zum neu gegründeten FC Rot-Weiß Erfurt gewechselt, was aber den erneuten Abstieg nicht verhinderte. Erneut gelang auch wieder der Aufstieg binnen einer Saison, bei dem Gratz mit seinen 29 Punktspieleinsätzen und acht Toren, nun als Mittelfeldspieler, tatkräftig mithalf.
Im Sommer 1967 ging Manfred Gratz 26-jährig in seine letzte Oberligasaison. Er konnte mit Unterbrechungen nur noch 13-mal aufgeboten werden, erstmals auch in einigen Spielen als Verteidiger. Er erzielte kein Tor mehr und beendete seine Laufbahn als Oberligaspieler mit einer Bilanz von 145 Einsätzen und 24 Toren. Hinzu kommen nach Abstiegen drei Zweitligaspielzeiten mit 64 Punktspielen und 25 Toren. Zwischen 1967 und 1969 spielte er mit der 2. Mannschaft des FC Rot-Weiß ebenfalls in der DDR-Liga und kam dort auf weitere 34 Einsätze und vier Tore.
Nach Abschluss der Saison 1968/69 wurde Gratz endgültig vom FC Rot-Weiß Erfurt verabschiedet und wechselte zum DDR-Ligisten Motor Eisenach, wo er 1969/70 weitere 26 Zweitligaspiele bestritt, aber nur noch ein Tor schoss. Eisenach stieg am Saisonende in die Bezirksliga ab, und die Mannschaft kehrte vorläufig und Manfred Gratz endgültig nicht in den höherklassigen Fußball zurück.